# 帕罗乡
帕罗乡，旧译帕龙乡（ဖာလုံကျေးရွာစု），是缅甸掸邦东部第四特区南板县下辖的一个乡。

## 地理位置
帕罗乡位于南板县东北部，西临勐索乡，南接玖伟乡，东隔澜沧江与中国云南省勐腊县关累镇坝荷村相望，北隔南阿河与景洪市景哈哈尼族乡土鲁村和戈牛村相望。

## 行政区划
帕罗乡下辖以下村寨：
- 帕罗村（ဖါးလို့ရွာ）[2]
- 帕朵村（ဖါးတော်ရွာ）[3]
- 大巴沙村（ဘားဆာရွာကြီး）[4]
- 卡切村（ခါးချေးရွာ）[5]
- 回沙村（ဟွေးဆားရွာ）[6]
- 蒙达村（မော်တာရွာ）[7]
- 罗瑶村（လိုယော်ရွာ）[8]
- 米干村[9]
- 巴沙朗村（小巴沙村）[10]
- 楚玛村
- 南门老寨

## 教育
帕罗乡境内有帕罗帕列学校（帕罗学校）、帕朵学校和大巴沙学校。